# Hogna swakopmundensis
Hogna swakopmundensis là một loài nhện trong họ Lycosidae.
Loài này thuộc chi Hogna. Hogna swakopmundensis được Embrik Strand miêu tả năm 1916.